# Aulopareia janetae
Aulopareia janetae és una espècie de peix de la família dels gòbids i de l'ordre dels perciformes.

## Morfologia
- Els mascles poden assolir 8 cm de longitud total.[3][4]

## Alimentació
Menja peixets i invertebrats.

## Hàbitat
És un peix de clima tropical i demersal.

## Distribució geogràfica
Es troba al Pacífic occidental: des del Golf de Tailàndia fins al Vietnam, incloent-hi el delta del riu Mekong.

## Observacions
És inofensiu per als humans.